# Gaetano D'Agostino (pittore)
Gaetano D'Agostino (Salerno, 1837 – Napoli, 1914) è stato un pittore e scultore italiano.

## Biografia
Formatosi alle scuole dei più famosi pittori napoletani attivi della metà dell'Ottocento, apprende a padroneggiare le tecniche del mestiere e soprattutto ad acquisire una grande esperienza dei materiali d'uso, per il raggiungimento di effetti scenografici decorativi.
Nel corso di una lunga attività, l'artista realizzò numerosi dipinti di soggetto neopompeiano legati agli esempi morelliani, ma dipinse anche scene di genere e ritratti, e svolse un'intensa attività di decoratore, alternando motivi rinascimentali a suggestioni liberty. Nel 1871 concorse con due bozzetti alla decorazione della sala Gialla del Senato e l'anno seguente inviò all'Esposizione di Milano Nos numerus sumus et fruges consumere nati dove l'attenzione filologica per i costumi si univa a una suggestiva ambientazione realista. Le sue opere comparvero alle mostre di Napoli nel 1876, nel 1904 e nel 1906, di Genova nel 1882 e di Torino nel 1884. A Napoli lavorò nella chiesa del Gesù Vecchio, in quella di San Giuseppe dei Nudi, nella sala del Rettorato dell'Università, nella sala dell'Accademia Reale, nel Palazzo Sambon e nel Palazzo della Camera di Commercio. Realizzò inoltre il sipario del teatro Sannazaro e a Salerno eseguì la decorazione del teatro Verdi e soprattutto le decorazioni della Sala Rossa del Casino Sociale di cui fu il massimo artefice, e che rappresentano, con poche altre testimonianze, tutto quello che Salerno conserva di lui.

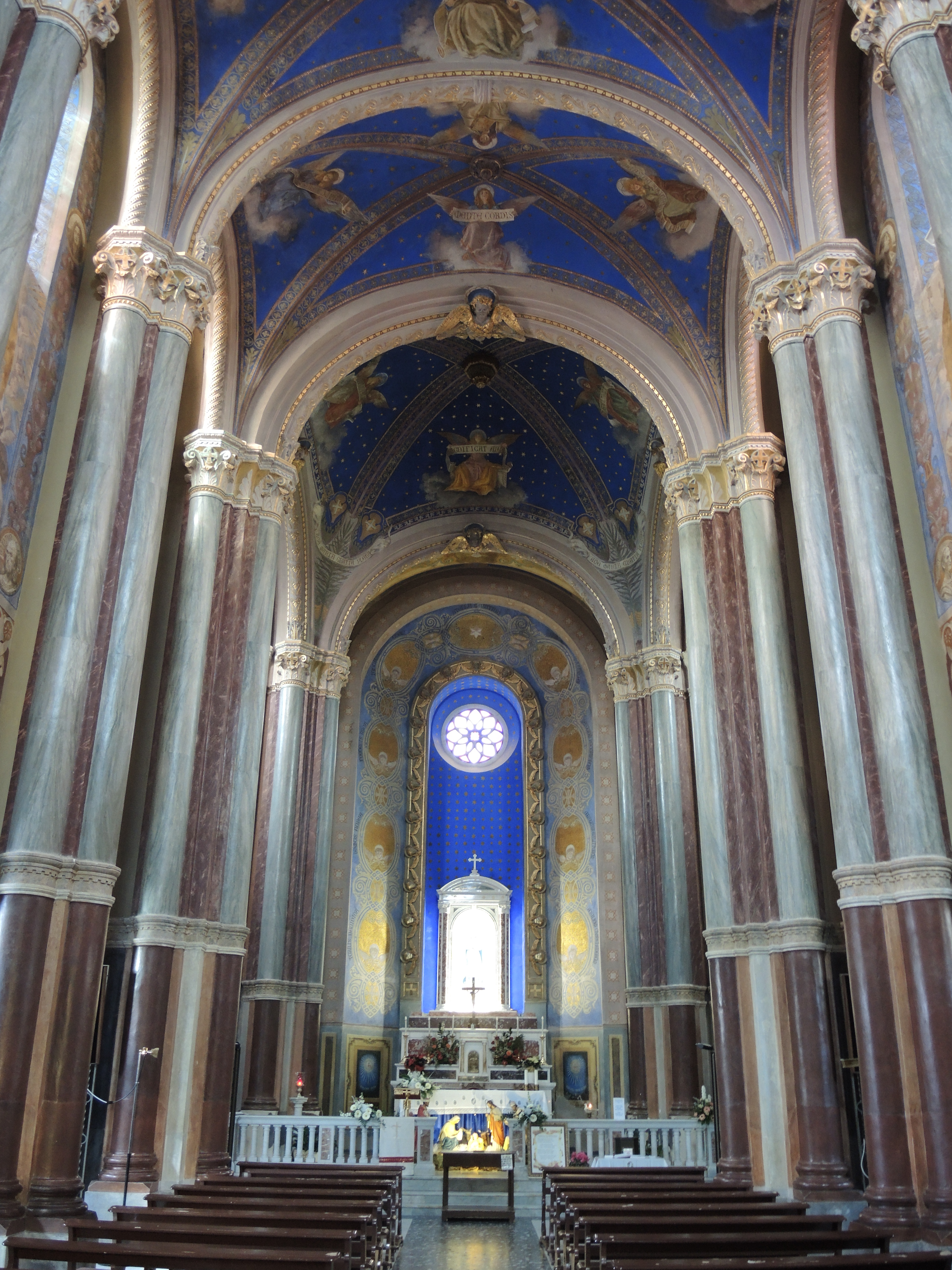
Interno sel santuario di Monteodorisio

Nel paese abruzzese di Monteodorisio, D'Agostino dipinse con Nicola Biondi le volte del santuario della Madonna delle Grazie. A Chieti dipinse la volta del salone da ballo del palazzo Mezzanotte, con la scena della "Danza di Bacco".
L'amicizia, la stima e gli scambi continui con Domenico Morelli e con Gaetano Esposito, frequentatore assiduo della sua casa, costituiscono il più solido fondamento per la maturazione del D'Agostino, che apre i suoi orizzonti artistici alla moderna produzione partenopea, alle suggestioni della macchia fiorentina, alle esperienze figurative d'oltralpe: la pittura pompier di Leon Gérome e la sontuosità di Mariano Fortuny.